# All New All Different Marvel
All New All Different Marvel è un'iniziativa editoriale di rilancio delle serie a fumetti edita dalla Marvel Comics negli USA, esordita nel 2015. Nasce come conseguenza degli eventi narrati nel crossover Secret Wars. I cambiamenti consistono in nuovi team creativi per ogni titolo e nuovi design e nuove storie per i personaggi.

## Edizione in lingua italiana
Il lingua italiana il lancio di All New All Different Marvel, curato da Panini Comics, comincia nel maggio 2016 con la pubblicazione di All New All Different Marvel - Prologo.
- Incredibili Avengers (contiene anche Ms. Marvel e Black Knight)
- Nuovissimi X-Men (contiene anche X-Men '92)
- La Potente Thor (contiene anche Hercules)
- Sam Wilson: Captain America (contiene anche Steve Rogers: Captain America)
- Daredevil (contiene Punisher, Eroi in vendita e Elektron: la mano)
- All New Wolverine (contiene anche Old Man Logan)
- Nuovissimi Avengers (contiene anche Squadrone Supremo, Illuminati, New Avengers e "Ultimates")
- Incredibili X-Men (contiene anche "Straordinari X-Men)
- Guardiani della Galassia (contiene anche Nova)
- Amazing Spider-Man (contiene anche Spider-Man 2099, Spider-Man (Miles Morales), Spider-Woman, Silk e Web Warriors)
- Spidey
- Spider-Gwen
- Lo Stupefacente Ant-Man
- Deadpool (contiene anche Deadpool Mercs for Money e Spider-Man/Deadpool)
- Invincibile Iron Man (contiene anche International Iron Man)
- Star Lord (contiene anche Rocket Raccoon)
- Angela Regina di Hel
- Vedova Nera
- Agenti dello S.H.I.E.L.D.
- Il Fichissimo Hulk
- Dottor Strange (contiene anche Scarlet)
- Il Nuovissimo Occhio di Falco
- Incredibili Inumani (contiene anche Nuovissimi Inumani)